# Konstfiber

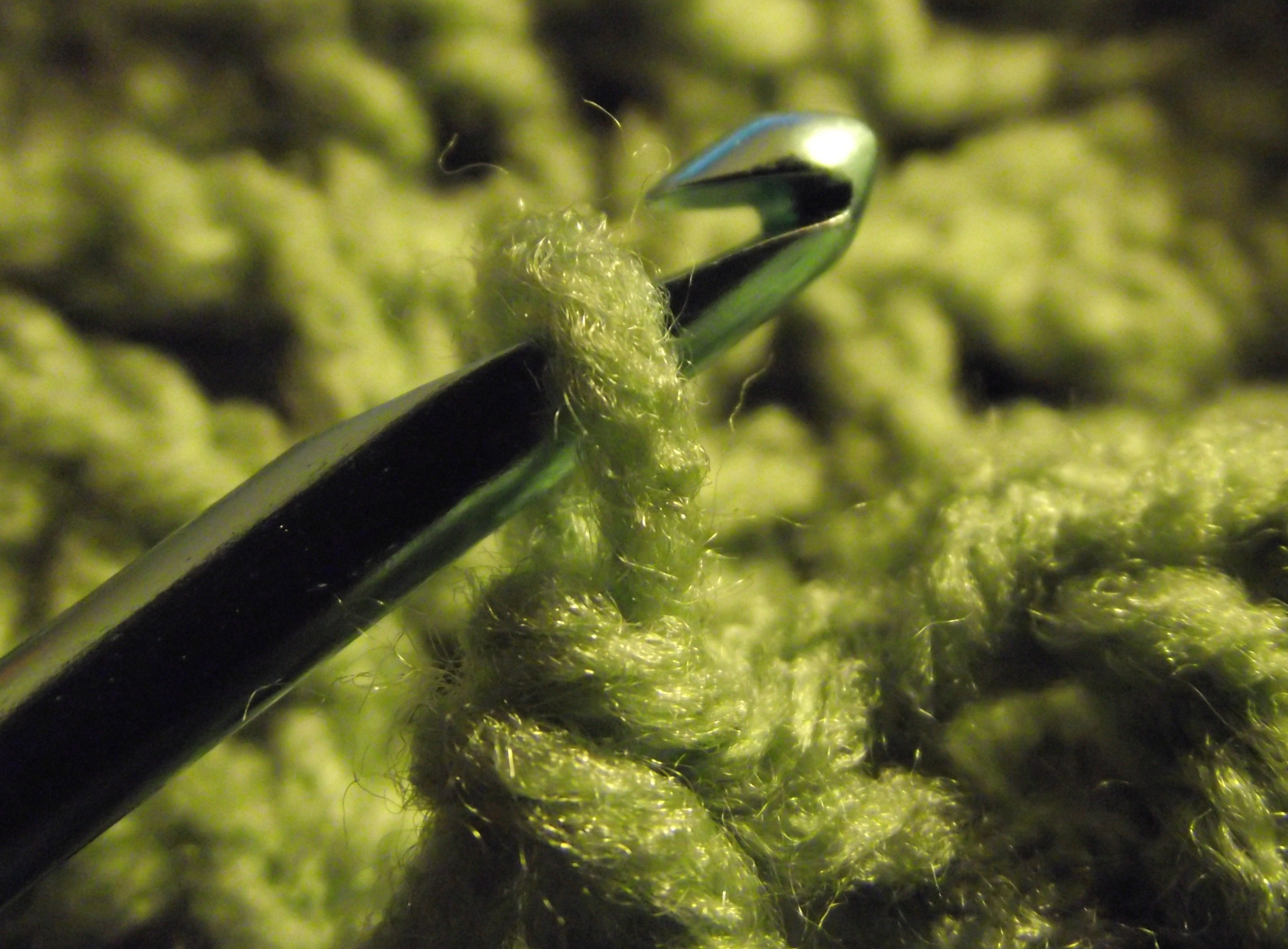
Grönt garn bestående av akrylfibrer.

En konstfiber är en fiber tillverkad på artificiell väg, till skillnad från naturfiber.

## Textila konstfibrer
Textila konstfibrer kan delas in i tre grupper: regenatfibrer, syntetfibrer och mineralbaserade fibrer. Dessa grupper utgörs i sin tur av ett stort antal fibertyper beroende på den kemiska sammansättningen. Varje typ kan i sin tur ha olika handelsnamn beroende på vem som producerat fibern och även i vilken världsdel den har producerats eller förväntas säljas.

### Historik
De första textila konstfibrerna framställdes på 1800-talet.
- 1889 visades de första konstsilketygerna av nitratsilke på Parisutställningen.
- 1892 upptäcktes viskosmetoden i Storbritannien.
- 1897 tillverkas kopparsilke i Tyskland.
- 1914 påbörjar tyska och italienska fabriker tillverkning av kortfibrig viskos under handelsnamnet cellwolle (cellull).
- 1924 inleds tillverkningen av acetatfibrer i Storbritannien.
- 1938 lanseras nylon i USA och perlon i Tyskland.
- 1941 presenterades terylene (svensk stavning terylen) i Storbritannien och dacron i USA.
- 1948 presenterades akrylfibern orlon i USA.
- 1953 inleds fabriksmässig tillverkningen av orlon.

Under 1950-talet accelererade nylanseringarna snabbt i antal. Omkring 1970 var 40 % av de textila fibrerna konstfibrer.

### Tillverkning
Något förenklat kan konstfibrers tillverkning beskrivas i tre etapper: Spinnlösning, spinning och efterbehandling.

#### Spinnlösning
Hur spinnlösningen framställs varierar beroende på vilken grupp fibern tillhör. Regenatfibrer tillverkas av naturfibrer, t.ex. cellulosa, som behandlas med kemikalier så att de enskilda cellerna upplöses till molekyler. Syntetfibrer görs av kol eller olje. En spinnlösning för syntetfibrer tillverkas av råvaror som kol, vatten och syre vilka syntetiseras (sammanfogas) till långa molekylkedjor, en process som kallas polymerisation. Därefter smälts eller löses denna polymer till en spinnlösning. Glasfibrer tillverkas av smält glasmassa, och gummitrådar tillverkas av en lösning av naturgummi i olika kemikalier.

#### Spinning
Vid spinningen pressas spinnlösningen genom små hål i spinndysor så att fibersträngar uppstår. Dysornas hål kan variera i storlek och i form, vilket ger fibrer med olika egenskaper. Vid våtspinning, vilket är en metod som används bland annat för framställning av rayon används ett fällningsbad som gör att lösningen stelnar och bildar fasta fibrer. Vid torrspinning avdunstar lösningsmedlet under kontakt med varm luft. Vid smältspinning, stelnar de varma fibersträngarna under kontakt med kall luft.

#### Efterbehandling
Beroende på vilken fiber det rör sig om finns det olika former av efterbehandlingar. En vanlig efterbehandling är att fibern sträcks för att molekylerna ska lägga sig parallellt vilket ökar fiberns styrka.

### Fiberlängd
Teoretiskt sett kan man framställa i det närmaste ändlösa konstfibrer. Långa, heldragna fibrer av detta slag kallas filament. De har, främst tidigare, betecknats som konssilke. Kortfibriga material framställs genom att de långa fibrerna skärs av och sedan spinns till tråd på samma sätt som naturfibrer. Dessa fibrer kallas för stapelfibrer och har, främst tidigare, även kallats cellull. Ännu kortare fibrer, ca 5 mm långa, från bomull, kallas för linters och blandas in i olika regnantfibrer.

## Lista över textila konstfibrer
- Konstfibrer
  - regenatfibrer
    - cellulosa
      - kupro
      - modal
      - viskos
      - lyocell
      - acetatfiber
      - triacetat

    - övriga regenererade fibrer
      - protein

  - syntetiska fibrer
    - akryl (Acrilan, courtelle, dralon, orlon m fl.)
    - klorfiber
    - modakryl
    - nytril
    - olefin (Meraklon, utstron m fl.)
    - polyamid (nylon, Bri-nylon, celon, enkalon, grilon, nylon-11, perlon = nylon-6 m fl.)
    - polyester (dacron, diolen, tergal, terital, tetoron, terylen, trevira m fl.)
    - polyeten
    - polypropen
    - polyvinyl
    - uretan (Lycra, spandex = elastan, vyrene m fl.)
    - vinylal
    - vinal, (vinylon)
    - vinylidenklorid

  - mineralbasersade fibrer
    - glasull (Gullfiber)
    - metallfiber
    - stenull (Rockwool)